# Gorfou doré
Vous lisez un « bon article » labellisé en 2010.
Eudyptes chrysolophus · Gorfou macaroni
Espèce
Statut de conservation UICN

 VU A2bce+3bce+4bce : Vulnérable
Le gorfou doré (Eudyptes chrysolophus) ou gorfou macaroni, est une espèce d'oiseaux de l'ordre des Sphenisciformes, réparti à travers les îles sub-antarctiques. Comme les autres gorfous, il se distingue par une touffe de plumes jaunes de chaque côté de sa tête, appelée « aigrette ». Sa tête et son dos sont noirs alors que son ventre est blanc. Les adultes pèsent en moyenne 5,5 kilogrammes et mesurent 70 centimètres de long. Les mâles et les femelles ont une apparence relativement semblable, même si le mâle est plus gros avec un bec plus long. Comme tous les membres de sa famille, il est incapable de voler. Son corps fuselé contribue à son hydrodynamisme tandis que ses ailes raides et aplaties lui servent de nageoires.
Son alimentation est composée de crustacés (principalement du krill), de petits poissons et de céphalopodes. En raison de son abondance, le gorfou doré est le principal consommateur avien d'aliments d'origine marine. Il mue une fois par an et passe alors trois ou quatre semaines à terre avant de retourner à l'eau.
La reproduction a lieu pendant les mois d'été. Après celle-ci, les gorfous dorés se dispersent dans les océans. C'est le sphéniscidé le plus abondant dans le monde, avec une population atteignant les 18 millions d'individus. Une colonie de gorfous dorés peut comporter plus de 100 000 individus. Néanmoins, depuis les années 1970, les populations déclinent, ce qui a valu une reconsidération du statut de conservation de l'espèce.

## Description

### Morphologie

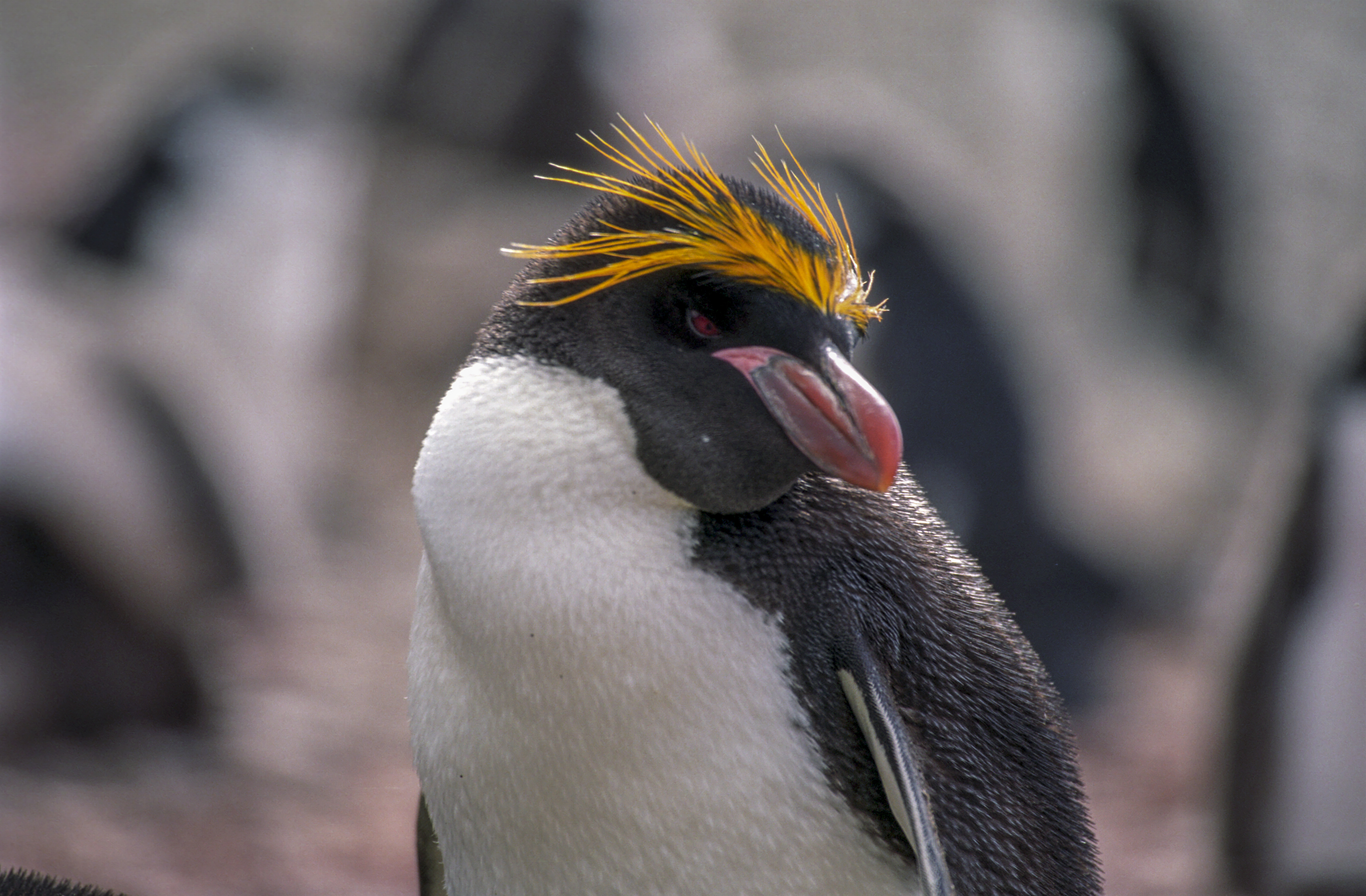
L'aigrette jaune est l'un des signes distinctifs du gorfou doré.

Le gorfou doré est un gros sphéniscidé possédant une touffe de plumes appelée « aigrette » de chaque côté de la tête dont la morphologie générale est proche de celle des autres membres du genre Eudyptes. Un adulte mesure environ 70 centimètres de longueur. Sa masse varie suivant la période de l'année. Les mâles pèsent environ 3,3 kilogrammes après avoir couvé, 3,7 kilogrammes après avoir mué et 6,4 kilogrammes avant d'avoir mué.
Les mâles et les femelles ont un aspect similaire, même si les mâles sont légèrement plus gros. Leur bec est également plus grand avec une longueur moyenne de 6,1 centimètres pour le mâle contre 5,4 centimètres pour la femelle. C'est cette caractéristique que l'on utilise pour différencier rapidement mâle et femelle.
Les jeunes gorfous dorés se distinguent par le fait qu'ils sont moins grands et qu'ils ont un bec plus petit, plus terne et presque brun. Le plumage de leur menton et de leur gorge est gris foncé et leurs aigrettes sont peu développées, voire absentes. Ils ne possèdent en général que quelques plumes jaunes éparses. L'aigrette est totalement développée à partir de l'âge de 3-4 ans, un an ou deux avant la maturité sexuelle.

### Couleurs
La tête, le menton et les parties supérieures du gorfou doré sont noirs alors que le ventre et les parties inférieures sont blanches. Le plumage noir a des reflets bleuâtres quand il est récent. En vieillissant, il devient plus brun. L'aigrette jaune du gorfou doré est très remarquable et se déploie horizontalement depuis le milieu du front vers la nuque. La face supérieure des nageoires a une couleur noir bleuté avec un bord de fuite blanc. En dessous, les nageoires sont principalement blanches avec une extrémité et un bord d'attaque noir. Le bec, renflé, a une couleur proche de l'orange et du marron. L'iris est rouge et une zone de peau nue rose se trouve sous l'œil, à la base du bec. Les pattes et les pieds sont roses.

### Mue
Les gorfous dorés muent une fois par an pour remplacer leurs vieilles plumes. Ils passent environ deux semaines à accumuler de la graisse avant de muer car ils ne se nourrissent pas pendant la mue, ne pouvant pas, en l'absence de plumes, aller dans l'eau pour chercher leur nourriture. Ils restent donc à terre durant trois à quatre semaines en attendant le renouvellement du plumage.
Une fois la période de mue terminée, les gorfous dorés retournent à la mer et se regroupent en colonies durant le printemps austral (octobre) pour s'accoupler,.

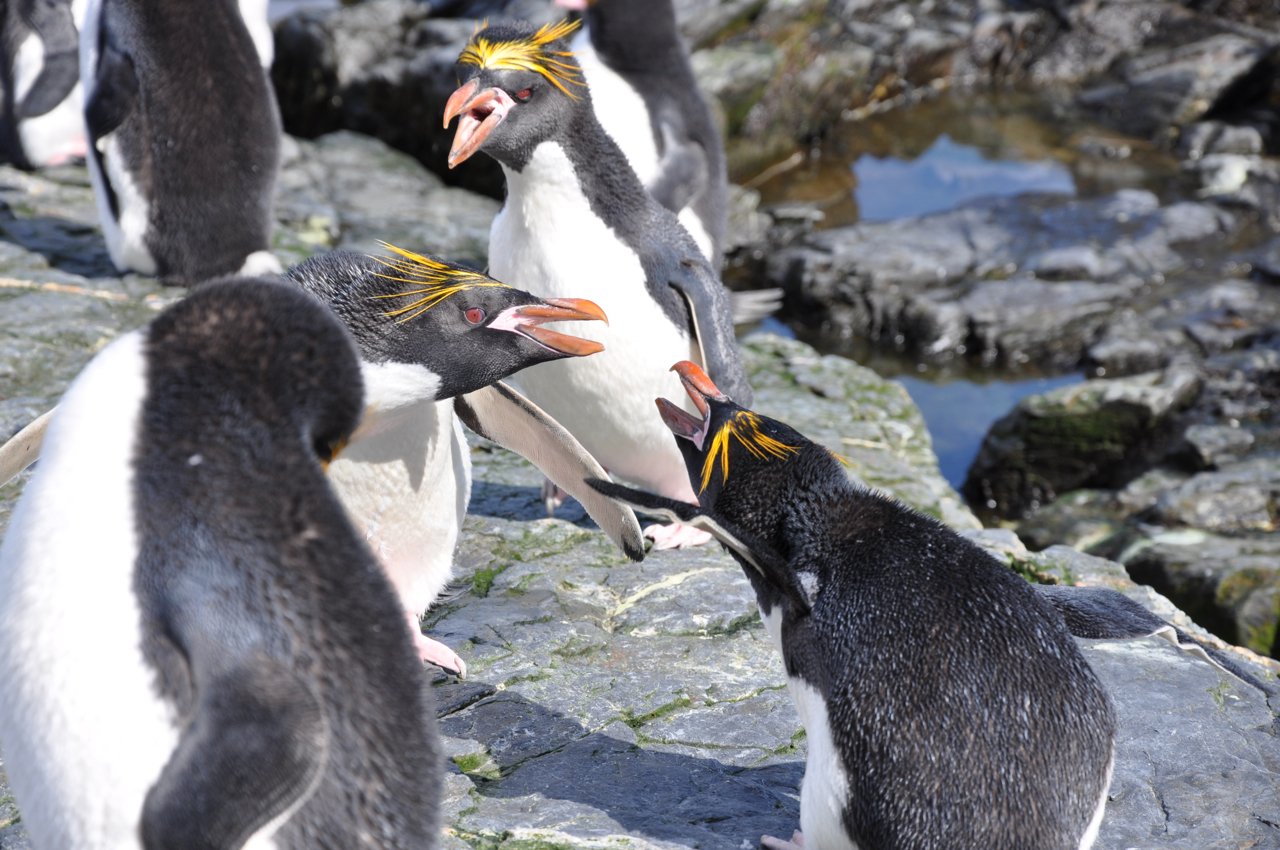
Les gorfous dorés sont des oiseaux bruyants.

### Vocalisations
Les vocalisations des gorfous dorés sont similaires à celles des autres manchots à aigrettes. Ils sont spécialement bruyants dans les colonies quand ils établissent leur territoire et quand ils forment les couples. Ils redeviennent plus calmes quand ils couvent. Pendant cette période, les partenaires utilisent les appels lorsqu'ils se relaient pour assurer la couvaison et donner leur position. Un individu qui veut appeler son partenaire se trouve en compétition avec les vocalisations potentielles d'un millier d'autres oiseaux et doit composer avec un environnement au bruit de fond important et peu d'indices visuels. Des études sur le terrain suggèrent que les gorfous dorés parviennent à communiquer grâce à une signature acoustique unique propre à chaque oiseau,. Les vocalisations enregistrées dans les colonies de Géorgie du Sud ont un rythme plus rapide et une hauteur plus basse que celles des îles Kerguelen et des îles Crozet.

## Écologie et éthologie

### Comportement général

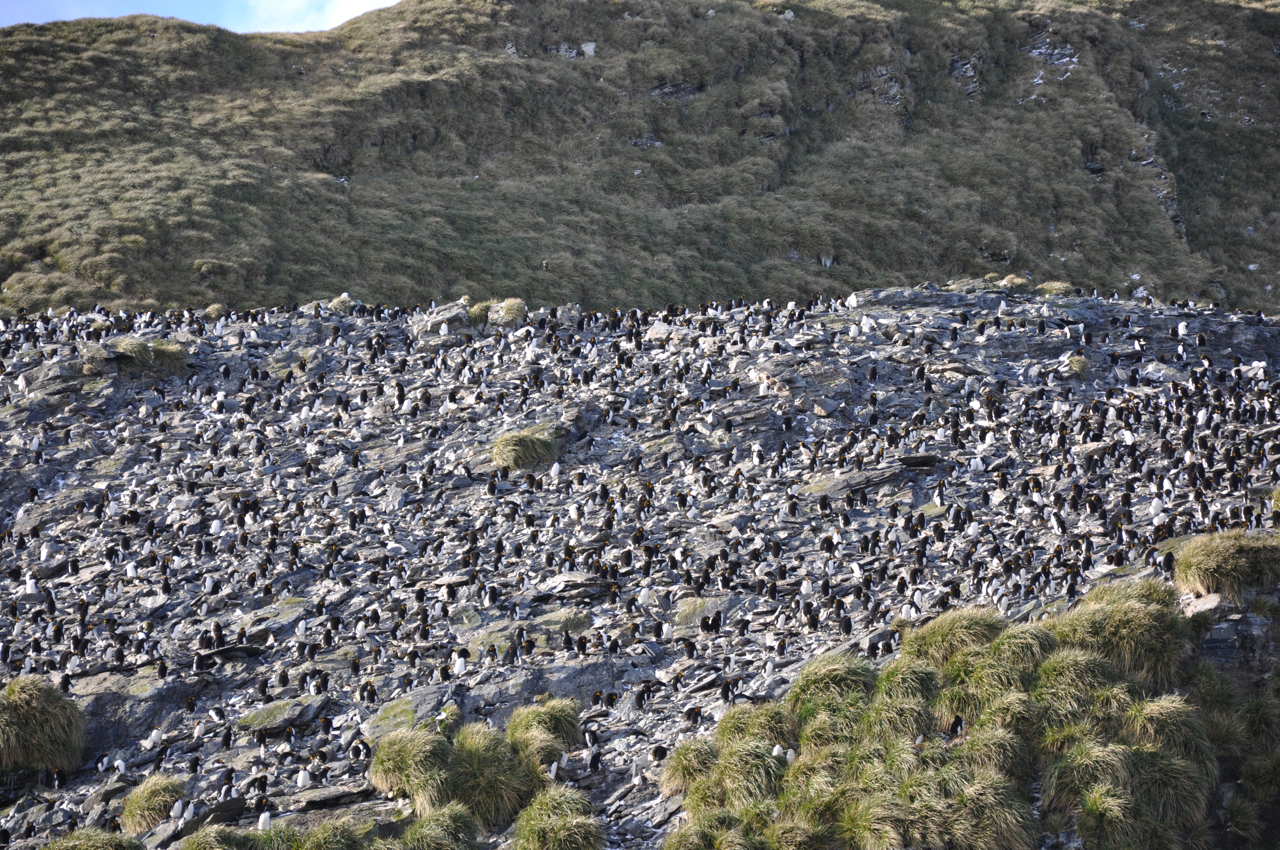
Colonie de gorfous dorés.

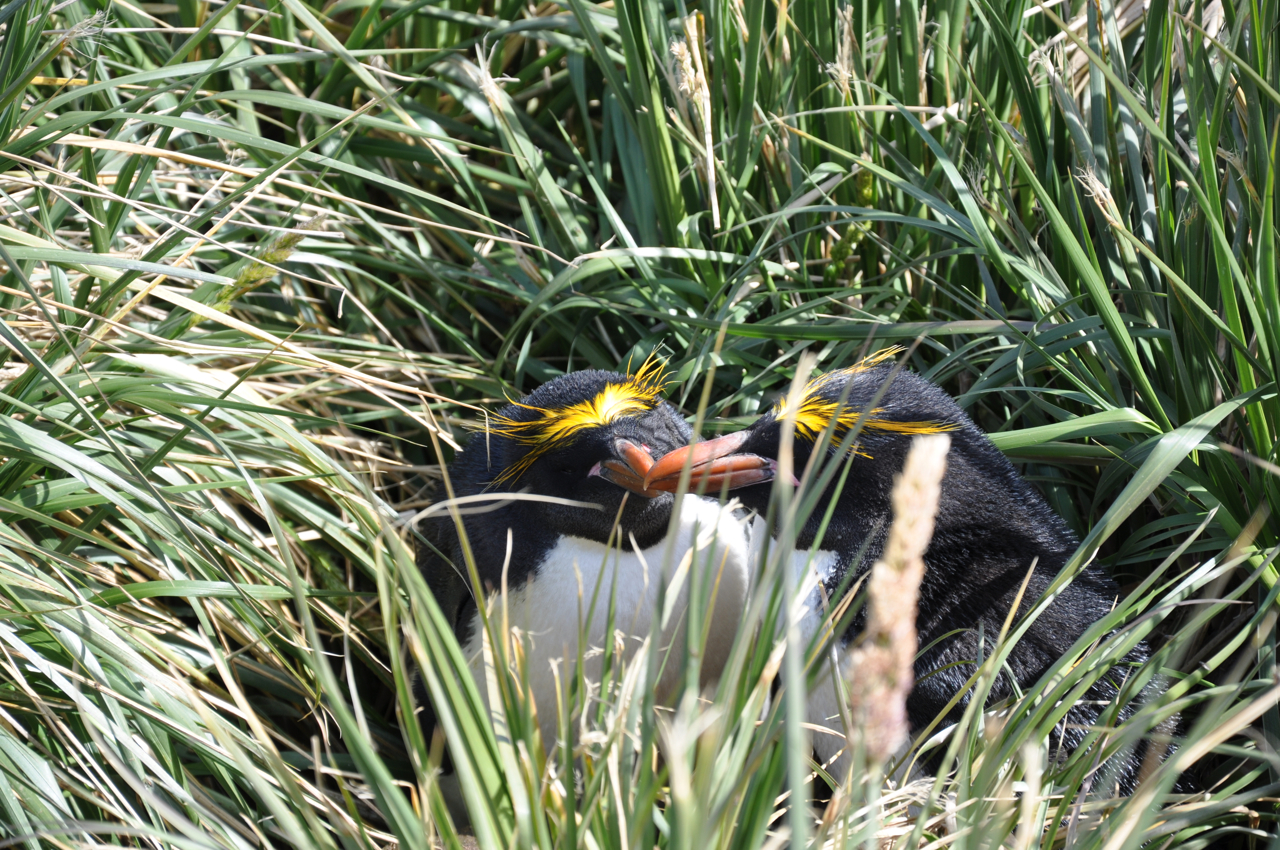
Le gorfou doré est un animal social.

À l'instar des autres espèces de manchots, le gorfou est un animal social lors de la couvaison et pour l'alimentation ; les colonies de gorfous dorés sont parmi les plus grandes et les plus densément peuplées de toutes les colonies de manchots. Hors de la saison de reproduction, les gorfous dorés sont pélagiques, ils se dispersent dans les océans à partir du mois d'avril ou du mois de mai jusqu'au mois d'octobre. En 2009, une étude menée par une équipe française dirigée par le scientifique Charles-André Bost a découvert que les gorfous dorés des îles Kerguelen se dispersaient à l'est sur une zone de plus de 3 millions de km2. Grâce à des capteurs de géolocalisation, 12 individus ont été suivis sur plus de 10 000 kilomètres sur cette période et se sont répartis entre les latitudes 47 à 49° sud et les longitudes 70 à 110° est dans l'océan Indien sans revenir une seule fois à terre. Dans cette zone, connue sous le nom de convergence antarctique, le krill est absent.
Le fait de vivre en colonie mène les gorfous dorés à interagir entre eux, que ce soit visuellement ou vocalement. Ainsi, pendant la saison des amours, les colonies sont très bruyantes, le calme revenant quand les mâles vont chercher la nourriture sous l'eau. Il arrive que les gorfous dorés se battent entre eux avec leurs nageoires et leurs becs, essayant de frapper la nuque de leur adversaire pour les faire tomber.
On peut également observer des gorfous dorés traversant leur colonie le cou et la tête rentrés dans les épaules, les nageoires en avant, ce qui est une marque de soumission. Quand ils couvent, ils rentrent également le cou et la tête dans les épaules.

### Alimentation

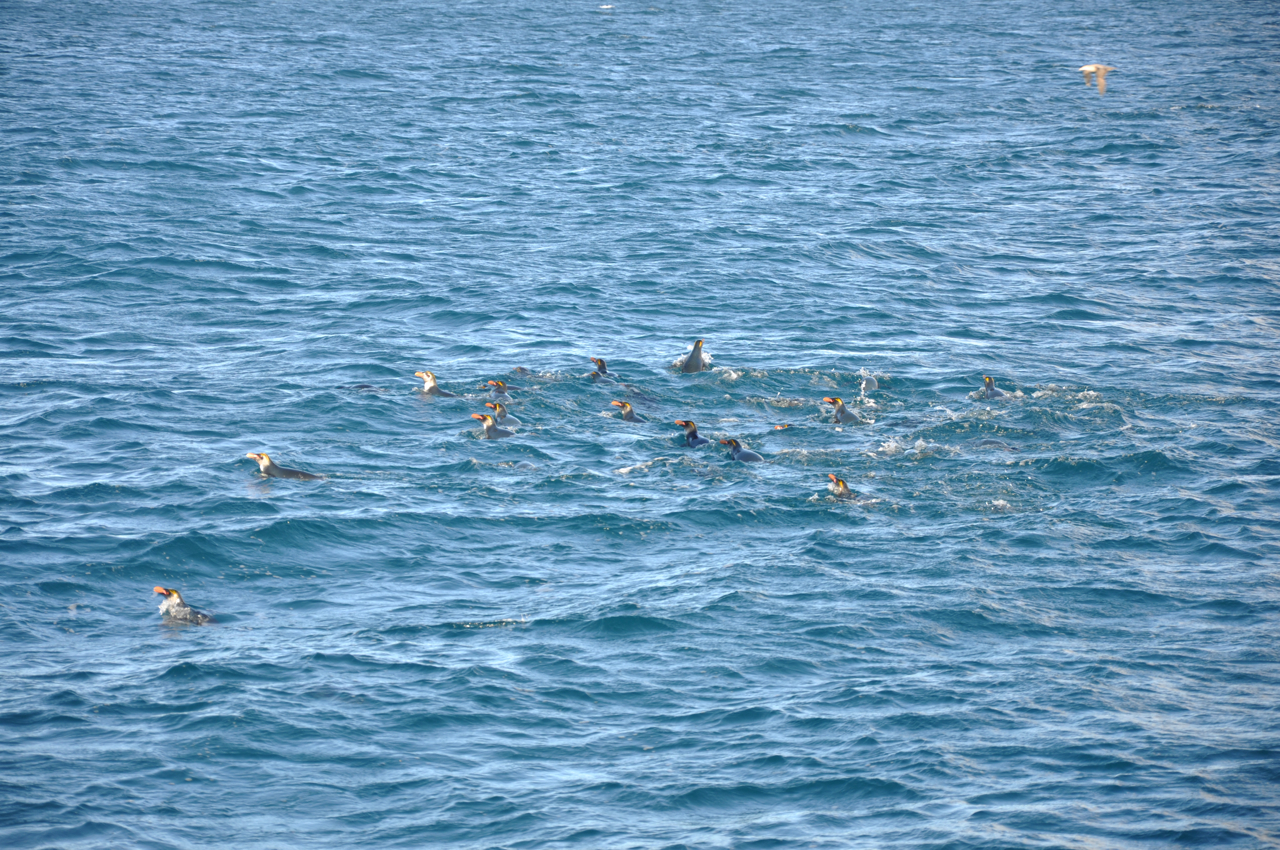
Gorfous dorés à la recherche de nourriture au large de la Géorgie du Sud.

L'alimentation du gorfou doré est constituée de crustacés, de calmars et de poissons, dans des proportions qui varient suivant le lieu et la saison. Le krill, et particulièrement le krill antarctique (Euphausia superba), constitue plus de 90 % des apports en nourriture durant la saison des amours. Les céphalopodes et les petits poissons, comme Notothenia rossii, Lepidonotothen larseni, Champsocephalus gunnari et les espèces de poissons-lanternes (Krefftichthys anderssoni, Protomyctophum tenisoni et P. normani) occupent une place plus importante dans l'alimentation des jeunes gorfous dorés. Comme de nombreuses autres espèces de sphéniscidés, les gorfous dorés avalent délibérément de petits cailloux (de 10 à 30 millimètres de diamètre). On suppose que cela leur sert de ballast, leur permettant de nager en eau profonde, ou alors que cela leur permet d'émietter les exosquelettes des crustacés qu'ils consomment,.
La recherche de nourriture se fait quotidiennement, de l'aube au crépuscule, quand il y a des petits à nourrir. Quand les jeunes gorfous commencent à grandir, il arrive que la recherche de nourriture se déroule de nuit. En 2008, une étude, basée sur les données recueillies par des traceurs implantés par chirurgie sur des gorfous dorés, a montré que les trajets effectués lors de la recherche de nourriture par les parents s'allongent avec l'âge de leur progéniture. Pendant la période d'incubation et avant la mue, les gorfous dorés s'éloignent de la colonie pour se nourrir pendant une période comprise entre 10 et 20 jours. Parmi les oiseaux marins, ce sont les plus gros consommateurs de ressources marines. On estime qu'ils consomment 9,2 millions de tonnes de krill par an. En dehors de la saison des amours, pendant leur migration d'hiver, ils plongent plus profondément, plus longtemps et de manière plus efficace. En général, ils cherchent leur nourriture pendant le jour, ce qui réduit en hiver le temps pendant lequel ils peuvent plonger, étant donné que les jours sont plus courts.
En Géorgie du Sud, les gorfous dorés vont chercher leur nourriture dans un rayon de 50 kilomètres. Ce rayon atteint 59 kilomètres sur l'île Marion. Ils plongent en général à 15 mètres de profondeur pour trouver leur nourriture mais peuvent descendre à plus de 100 mètres. Ils plongent parfois de nuit mais, dans ce cas, ils descendent moins profondément, à environ 3 mètres. Les durées de plongée sont courtes et dépassent rarement deux minutes. La trajectoire décrite par les gorfous dorés sous l'eau est semblable à un « V », ils passent donc très peu de temps au fond de l'océan et la moitié de leur trajet leur sert à chercher la nourriture. Chaque fois qu'ils plongent, les gorfous dorés attrapent entre 4 et 16 krills et entre 40 et 50 amphipodes.

### Reproduction

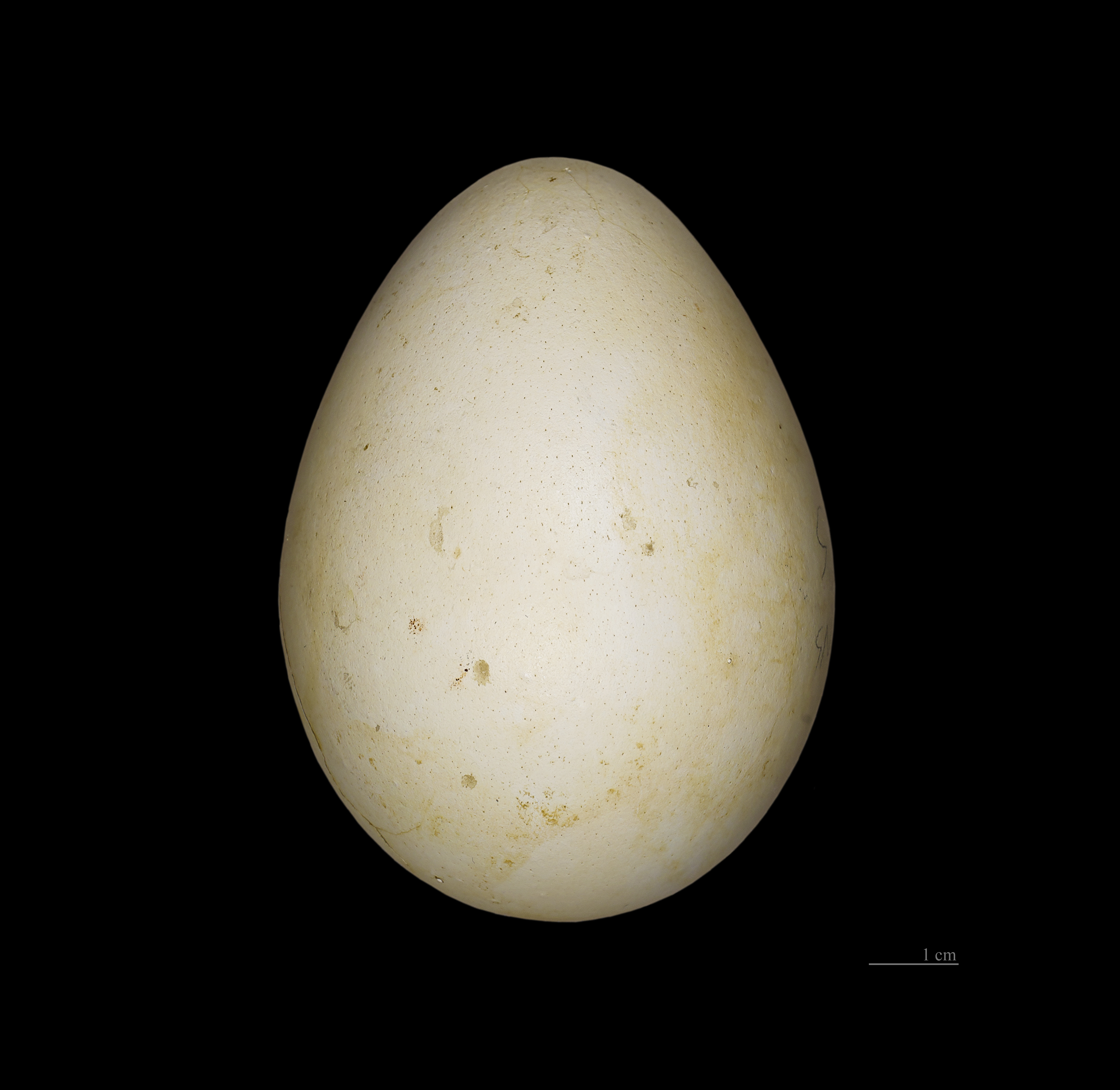
Œuf de gorfou doré - Muséum de Toulouse

Les femelles gorfous dorés sont aptes à la reproduction à partir de cinq ans environ. Les mâles, eux, doivent atteindre l'âge de six ans. Cette différence d'âge est compensée par le fait que les femelles sont moins nombreuses que les mâles. Quelques jours après l'arrivée des femelles dans la colonie, commence la cour. Les mâles la leur font pour attirer des partenaires et marquer leur territoire. Les couples utilisent ces comportements nuptiaux à l'emplacement du nid pour marquer les échanges de couvaison. Pour faire la cour, le gorfou doré s'incline en avant, fait des bruits lancinants et lève la tête jusqu'à ce que son cou et son bec soient verticaux. Dans cette position, il fait onduler sa tête d'un côté à l'autre et crie bruyamment. Les partenaires s'inclinent les uns vers les autres et se lissent les plumes. La surveillance dans les colonies de Géorgie du Sud a montré que les trois quarts des couples sont reconduits d'une année à l'autre.

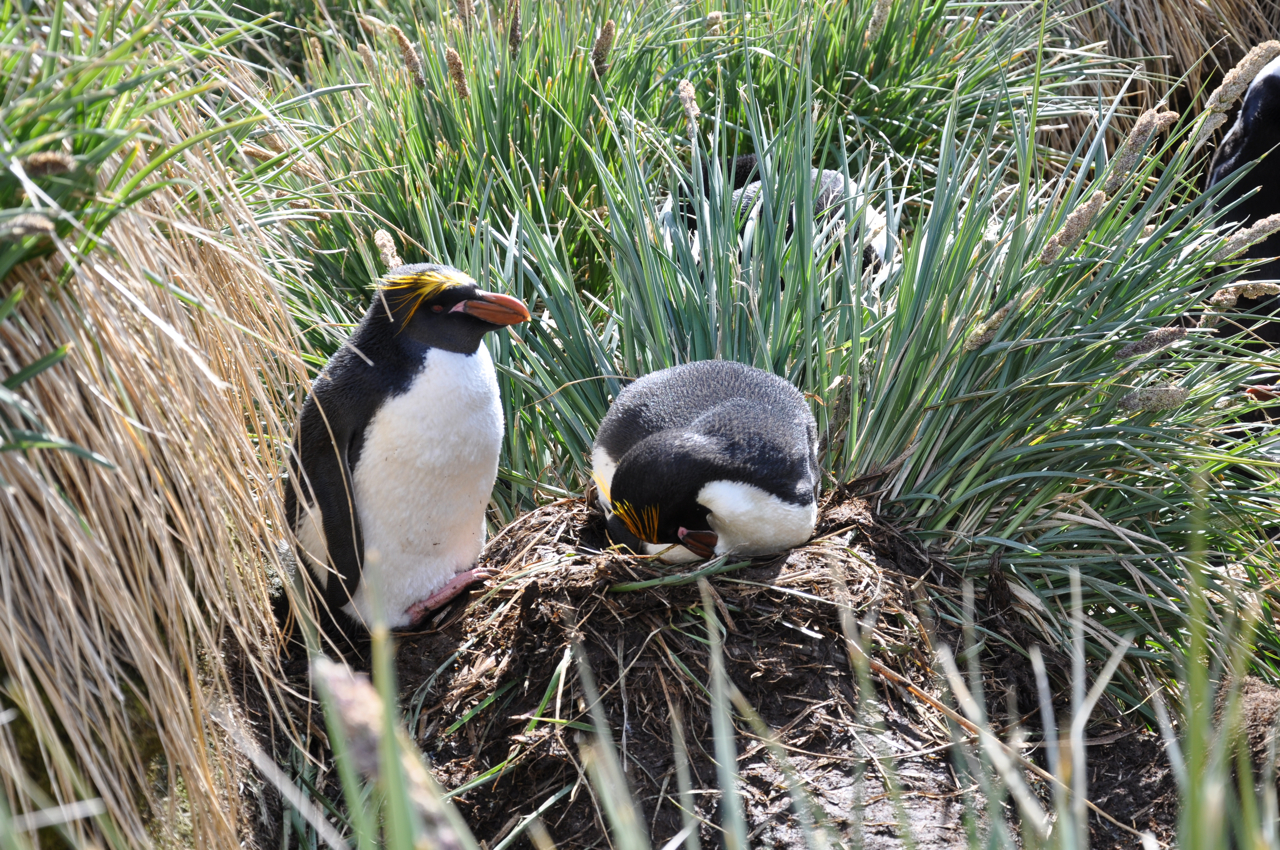
Mâle et femelle autour de leur nid entouré de tussack.

Les gorfous dorés adultes s'accouplent généralement en octobre et pondent leurs œufs début novembre. Le nid consiste en un raclement superficiel du sol qui peut être entouré de cailloux, de rochers, d'herbe ou de touffes de tussack (en Géorgie du Sud). Les nids sont densément regroupés et se répartissent généralement entre 66 et 86 mètres à partir du centre de la colonie. Une femelle pond normalement deux œufs par an. Le premier pèse entre 90 et 94 grammes, soit environ deux tiers du poids du second qui oscille entre 145 et 155 grammes. Ce premier œuf a peu de chance d'éclore. Les deux œufs représentent en moyenne 4,8 % du poids du corps de la mère et sont composés à 20 % de jaune, 66 % de blanc et 14 % de coquille. Comme pour les autres espèces de manchots, cette coquille est épaisse pour minimiser les risques de casse et le jaune est important, ce qui correspond à une naissance à un stade avancé de développement. Une partie du jaune subsiste lors de l'éclosion et est consommée par le petit lors de ses premiers pas.
La couvaison se répartit en trois sessions d'environ douze jours sur une période de cinq semaines. La première session est tout d'abord assurée par les deux parents. Ensuite, le mâle laisse la femelle et part dans l'eau. Quand il revient, il la remplace jusqu'à l'éclosion. Mâles et femelles jeûnent pendant de longues périodes lors de la couvaison. Le mâle jeûne tout d'abord 37 jours, puis c'est au tour de la femelle pendant 42 jours et de nouveau au mâle pour 36 jours. Ces jeûnes leur font perdre entre 36 et 40 % de leur poids. Les gorfous dorés quittent leur colonie et se dispersent dans l'océan entre avril et mai,.
Dès que l'œuf éclot, le mâle s'occupe du petit pendant 23 à 25 jours notamment pour le réchauffer, le temps que ses plumes se développent. La femelle lui apporte sa nourriture tous les un à deux jours. Quand il n'y a pas d'adultes pour les protéger, les petits gorfous dorés forment des crèches. Leurs plumes d'adulte sont développées au bout de 60 ou 70 jours. C'est à partir de ce moment qu'ils peuvent plonger par eux-mêmes.

## Répartition

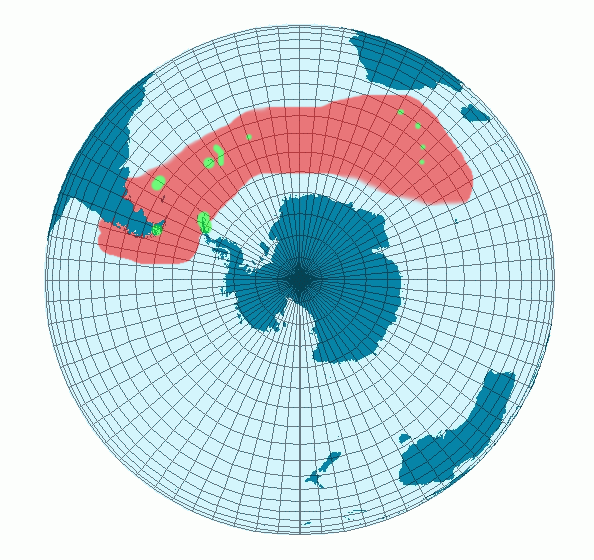
Carte de répartition du gorfou doré (en vert, les zones où il se reproduit ; en rouge, celles où il vit).

Une étude de 1993 établissait que le gorfou doré était l'espèce de manchots la plus abondante avec plus de 11,8 millions de couples dans le monde. Aujourd'hui, la population totale de gorfous dorés est estimée à 18 millions d'individus répartis sur 18 500 000 km2.
En Amérique du Sud, les gorfous dorés se répartissent au sud du Chili, dans les îles Malouines, sur le territoire de Géorgie du Sud-et-les Îles Sandwich du Sud et dans les îles Orcades du Sud. Ils se répartissent également dans les îles au nord de l'Antarctique (îles Shetland du Sud, île Bouvet, archipel du Prince-Édouard, îles Crozet, îles Kerguelen, îles Heard-et-MacDonald) ainsi que dans la péninsule Antarctique où vivent au moins 216 colonies réparties sur 50 sites,.
Les taux de survie de leurs longues migrations sont mal connus. On sait par exemple que sur trois ans, le taux de retour des adultes pour l'accouplement en Géorgie du Sud varie entre 49 % et 78 % et environ 10 % de ceux qui sont revenus ne reviennent pas l'année suivante.
Lorsqu'il est à la recherche de nourriture, le gorfou doré peut s'aventurer jusqu'en Australie, en Nouvelle-Zélande, dans le Sud du Brésil, sur l'île Tristan da Cunha et en Afrique du Sud.

## Classification et dénomination

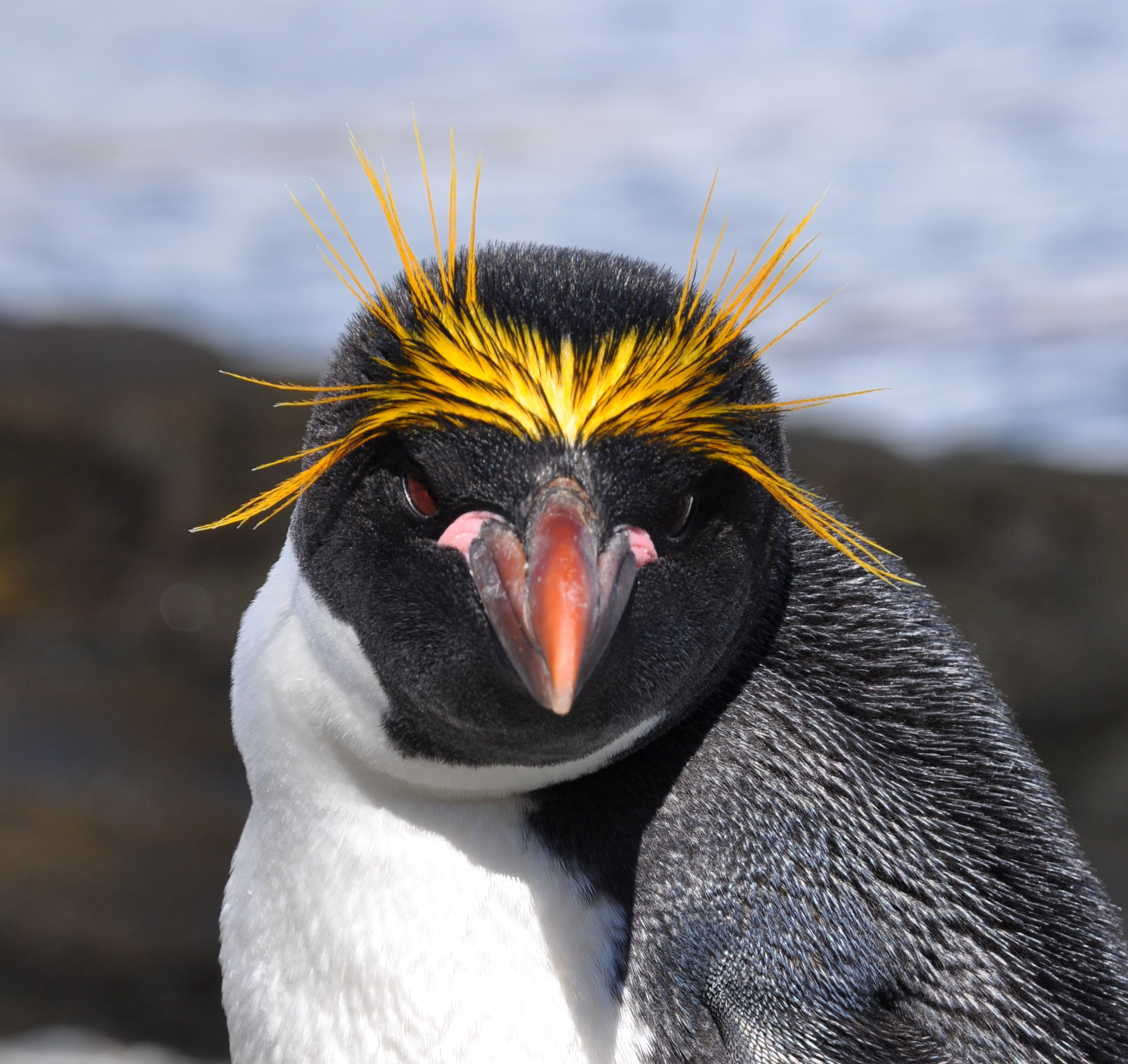
Gorfou doré de face et son aigrette caractéristique.

Le gorfou doré a été décrit par le naturaliste allemand Johann Friedrich von Brandt en 1837 sur les îles Malouines, sous le protonyme de Catarhactes chrysolophus. Il s'agit de l'une des six espèces du genre Eudyptes également connues sous le nom de manchots à aigrette. Le nom Eudyptes provient du grec ancien et est composé des mots eu (« bon ») et dyptes (« plongeur »). Le nom scientifique du gorfou doré est Eudyptes chrysolophus. Ce dernier mot est dérivé des mots grecs chryse (« doré ») et lophos (« crête »).
Le surnom de gorfou macaroni proviendrait des marins anglais et serait en rapport avec l'aigrette jaune de l'animal. « Macaroni » était un terme désignant une mode du XVIIIe siècle en Angleterre marquée par une ornementation flamboyante ou excessive.
L'étude de l'ADN mitochondrial et des noyaux des cellules de gorfous dorés met en évidence que la séparation d'avec le gorfou de Schlegel (Eudyptes schlegeli), l'espèce la plus proche, remonte à 1,5 million d'années. Il y a de telles similarités entre les séquences ADN des deux espèces que certains ornithologues, dont les Australiens Les Christidis et Walter Boles, considèrent le gorfou de Schlegel comme une sous-espèce de gorfou macaroni,. Les deux espèces ont une apparence très similaire, si ce n'est que le gorfou de Schlegel a un visage blanc alors que le gorfou doré a un visage noir. Trois cas d'hybridation entre le gorfou doré et le gorfou de Filhol (E. filholi, parfois considéré comme sous-espèce indo-Pacifique du gorfou sauteur) ont été recensés sur l'île Heard et l'île Marion entre 1987 et 1988, lors des Australian National Antarctic Research Expeditions.

## Menaces
Les prédateurs naturels du gorfou doré sont d'autres oiseaux ou des mammifères aquatiques. Le léopard de mer (Hydrurga leptonyx), l'otarie de Kerguelen (Arctocephalus gazella) et l'otarie à fourrure subantarctique (A. tropicalis) chassent occasionnellement les gorfous dorés adultes sous l'eau. Les colonies sont rarement les cibles des attaques de prédateurs, qui ne s'en prennent qu'aux œufs et aux jeunes qui ont été abandonnés. Les labbes, le chionis blanc (Chionis alba) et le goéland dominicain (Larus dominicanus) s'en prennent aux œufs. Parfois, les labbes et les pétrels géants s'attaquent aux oisillons.
En dehors de la prédation, le gorfou doré subit les conséquences de la pêche industrielle et de la pollution marine. En 2008, une étude suggère que les capacités de reproduction des gorfous dorés femelles ont été affectées par la réduction de la densité de krill dans les océans, due aux changements climatiques et à la pêche.

## Protection

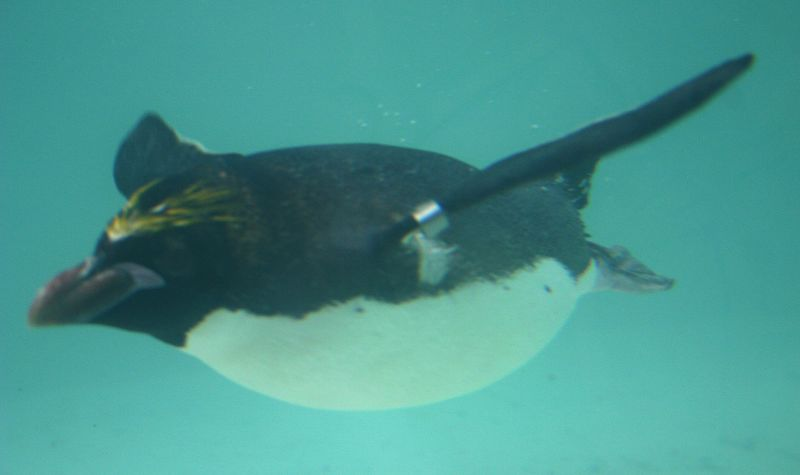
Gorfou doré nageant au zoo de Twycross.

Si la population de gorfous dorés est estimée à environ 18 millions d'individus, un déclin substantiel de cette espèce a été enregistré en plusieurs endroits. En Géorgie du Sud par exemple, la population a décliné de 50 % entre les années 1970 et le milieu des années 1990. L'espèce a même disparu de certains endroits comme l'île Recalada située au sud du Chili.
Ce déclin de la population globale sur les trente dernières années a motivé le reclassement de l'espèce dans la liste rouge de l'UICN au statut de « vulnérable ». Des projets de suivi à long terme ont été mis en place dans plusieurs colonies et certaines zones de reproduction sont devenues des réserves protégées. Les îles Heard-et-MacDonald ont notamment été inscrites au patrimoine mondial.

## Le Gorfou doré dans la culture
Le manchot est un animal souvent utilisé dans les dessins animés pour enfants. Ainsi, eu égard à son aspect particulier, on trouve des gorfous dorés dans certains médias animés récents. Dans le film d'animation Les Rois de la glisse, le personnage principal, Cody, est un gorfou doré vivant dans une colonie en Antarctique et rêvant de faire du surf sur les plages hawaïennes. Dans la série animée Mon copain de classe est un singe, l'un des personnages, Nathaniel, est un gorfou doré.
On le trouve aussi dans une série de jeux vidéo japonais mettant en scène deux héros, Rocky et Hopper, deux gorfous dorés. Cette série compte deux titres : Iwatobi Penguin: Rocky × Hopper et Iwatobi Penguin: Rocky × Hopper 2 − Tantei Monogatari.
Le Gorfou doré a été représenté sur 53 timbres émis par 16 administrations postales différentes : Argentine (1983), Territoire antarctique britannique (8 en 1979, 2003, 2006 (2 timbres), 2008, 2014 (2 timbres) et 2018), Bulgarie (2009), Chili (3 en 1995 (2 timbres) et 2001), République démocratique du Congo (2 en 2002), îles Falkland (13 en 2002 (2 timbres), 2005, 2006, 2008 (2 timbres), 2010 (2 timbres), 2013 (3 timbres), 2018 et 2020), Terres australes et antarctiques françaises (2 en 1987 et 2006), Guinée-Bissau (2009), Japon (2011), Portugal (2004), Dépendance de Ross (2 en 2014), Géorgie du Sud-et-les îles Sandwich du Sud (14 en 1987, 1993, 1994, 1999 (2 timbres), 2004, 2010 (2 timbres), 2015, 2016 (2 timbres), 2017 (2 timbres) et 2020), Suriname (2020), Tanzanie (1999), Togo (2015) et Umm al-Qiwain (1972).